# Lista de slogans da Coca-Cola
Lista de slogans da Coca-Cola.

## Estados Unidos, Canadá e Reino Unido
- 1886 - Drink Coca-Cola.
- 1904 - Delicious and refreshing.
- 1905 - Coca-Cola revives and sustains.
- 1906 - The great national temperance beverage.
- 1908 - Good til the last drop
- 1917 - Three million a day.
- 1922 - Thirst knows no season.
- 1923 - Enjoy life.
- 1924 - Refresh yourself.
- 1925 - Six million a day.
- 1926 - It had to be good to get where it is.
- 1927 - Pure as Sunlight
- 1927 - Around the corner from anywhere.
- 1928 - Coca-Cola ... pure drink of natural flavors.
- 1929 - The pause that refreshes. (br: A pausa que refresca)
- 1932 - Ice-cold sunshine.
- 1937 - America's favorite moment.
- 1938 - The best friend thirst ever had.
- 1938 - Thirst asks nothing more.
- 1939 - Coca-Cola goes along.
- 1939 - Coca-Cola has the taste thirst goes for.
- 1939 - Whoever you are, whatever you do, wherever you may be, when you think of refreshment, think of ice cold Coca-Cola.
- 1941 - Coca-Cola is Coke!
- 1942 - The only thing like Coca-Cola is Coca-Cola itself.
- 1944 - How about a Coke?
- 1945 - Coke means Coca-Cola.
- 1945 - Passport to refreshment.
- 1947 - Coke knows no season.
- 1948 - Where there's Coke there's hospitality.
- 1949 - Coca-Cola ... along the highway to anywhere.
- 1952 - What you want is a Coke.
- 1954 - For people on the go.
- 1956 - Coca-Cola ... makes good things taste better.
- 1957 - The sign of good taste.
- 1958 - The Cold, Crisp Taste of Coke.
- 1959 - Be really refreshed.
- 1963 - Things go better with Coke. (br: Tudo vai melhor com Coca-Cola)
- 1969 - It's the real thing. (br: Isso é que é!; pt: Coca-Cola á tal!)
- 1976 - Coke adds life. (br/pt: Coca-Cola dá mais vida)
- 1979 - Have a Coke and a smile (br: Abra um sorriso. Coca-Cola dá mais vida; pt: Uma Coca-Cola e um sorriso)
- 1981 - Coke is it! (br: Coca-Cola é isso aí; pt: Coca-Cola é que é)
- 1987 - You Can't Beat the Feeling. (br: Emoção pra valer; pt: Sensação de viver)
- 1993 - Always Coca-Cola. (br/pt: Sempre Coca-Cola)
- 1999 - Enjoy. (br: Curta)
- 2001 - Life tastes good. (br: Gostoso é viver; pt: A vida sabe bem)
- 2003 - Real. (br: Essa é a real)
- 2005 - Make It Real. (br: Viva o que é bom)
- 2006 - The Coke Side of Life (br: Viva o lado Coca-Cola da vida; pt: Bem-vindo ao mundo de Coca-Cola)
- 2009 - Open Happiness (br: Abra a felicidade; pt: Abre a felicidade)
- 2016 - Taste the Feeling (br: Sinta o Sabor)
- 2016 - New Virtual Coke, the real reality (br: "Nova Coca Cola Virtual, A Real Realidade)

## Brasil[1][2][3]
- 1952: "Isto faz um bem

## Portugal
- 1927: "Primeiro Estranha-se, depois Entranha-se" [nota 1]